# タイタス
『タイタス』 (Titus) は、1999年制作のアメリカ映画。ウィリアム・シェイクスピア作の悲劇『タイタス・アンドロニカス』を、ミュージカル『ライオン・キング』の演出家として知られるジュリー・テイモアが映画化した作品。

## ストーリー
ゴート族との戦いからローマに帰ったタイタス・アンドロニカスは、戦死した息子たちを弔うため、捕虜にしたゴートの王子を生贄にする。長男を殺された女王タモラは、残った次男ディミトリアス、三男カイロンと、密かにタイタスに復讐することを誓う。ローマでは皇帝が亡くなり、長男サターナイナスと次男バシアナスが後継者の座を狙っていた。護民官らは後継にタイタスを指名するが、彼は歳を理由に辞退。先帝の遺児と揉めることを恐れ、タイタスは自分の代わりにと長男サターナイナスを皇帝に指名する。
皇帝となったサターナイナスは、弟バシアナスの婚約者ラヴィニアを自分の皇后にと指名。タイタスは祝いに、ゴート族の捕虜であった女王タモラとその息子達、タモラの愛人で黒人奴隷のアーロンを皇帝に贈る。恩赦として捕虜たちは自由の身になり、美しいタモラに目を奪われた皇帝は、彼女を自分の側に置くことにする。
城から出たタイタスらの前にバシアナスが現れ、元婚約者のラヴィニアを奪う。タイタスの弟マーカスや息子たちも彼に賛同。タイタスは息子のひとりを殺して彼らを引きとめようとするが、皇帝はすでにラヴィニアに興味を失い、タモラを皇后にし、タイタス一族に追放を命じた。そんな皇帝にタモラはとりなし、タイタスらを許すよう説得。しかしそれはタイタス一族への復讐の好機を得るためだった。
アーロンは、ラヴィニアをめぐって兄弟で争うタモラの息子ディミトリアスとカイロンに、ラヴィニアを襲わせようと策略を練る。ディミトリアスとカイロンは、狩りの途中でふたりきりになったバシアナスとラヴィニアを襲い、バシアナスを殺害。ラヴィニアを強姦した上に舌と手を切り落とした。
アーロンにおびき寄せられたタイタスのふたりの息子は、落とし穴に落とされる。そこにはバシアナスの遺体があった。激昂した皇帝に弁解の機会も与えて貰えず、ふたりはバシアナス殺害の犯人として、拷問の末処刑されることになるという。タイタスはふたりの命乞いをするが、むなしくも彼らは連れ去られる。狩りの途中に沼に出たマーカスは、舌と手を切られたラヴィニアを発見する。
使者としてアーロンがタイタスの元を訪れ、「息子の命が惜しければ手を差し出すように」と言う。その通りタイタスは自ら左手を切って捧げるが、夜になって戻ってきたのは息子たちの切り取られた首だった。タイタスは皇帝とタモラらに復讐することを誓う。そしてローマを追放されることになっていた息子ルーシャスに、ゴート族を率いてローマを攻めるように言った。
マーカスは杖を使って砂地に字を書くことを思いつく。ラヴィニアはそれを使い、自分を強姦し手と舌を切り落とした者の名前を書いた。タイタスはそれを見てお触れを出した。それを読んだタモラはタイタスが気が触れたのだと、ディミトリアスとカイロンを連れて彼の様子を見に来る。しかしタイタスは正気だった。タモラが帰ると、残った息子たちを捕らえて殺害する。
ルーシャス率いるゴート軍がローマに攻め入ろうとしていた。皇帝はタイタスの家で和平交渉をすることを求める。そして一同はタイタスの家の食卓についた。その場でタイタスは、皇帝の助言に従い、強姦で純潔を失ったとしてラヴィニアを殺害。その後皆に肉のパイが振舞われるが、それはディミトリアスとカイロンの肉で作られていたものだった。タイタスはそれを知ってショックを受けているタモラをその隙に殺害。そして彼は皇帝に、皇帝はルーシャスに殺される。
ルーシャスは新しい皇帝となり、捕らえられたアーロンは生き埋めにされる。

## キャスト
※括弧内は日本語吹替
- タイタス・アンドロニカス - アンソニー・ホプキンス（石田太郎）
- タモラ - ジェシカ・ラング（弥永和子）： ゴート人の女王。
- サターナイナス - アラン・カミング（宮本充）： ローマ皇帝の長男で後に皇帝となる。
- アーロン - ハリー・J・レニックス（磯部勉）： タモラの情夫。
- ルーシャス - アンガス・マクファーデン（山路和弘）： タイタスの長男。
- ディミトリアス - マシュー・リース（檀臣幸）： タモラの息子。
- カイロン - ジョナサン・リース＝マイヤーズ（落合弘治）： タモラの息子。
- マーカス・アンドロニカス - コルム・フィオール（小林尚臣）： タイタスの弟。
- ラヴィニア - ローラ・フレイザー（日野由利加）： タイタスの娘。
- バシアナス - ジェームズ・フレイン（大滝寛）： 先のローマ皇帝の次男でラヴィニアの夫。
- ルーシャス少年 - オシーン・ジョーンズ（矢島晶子）： タイタスの孫。